# Alexandre Marie du Crest de Villeneuve
Alexandre Marie Louis du Crest de Villeneuve, né le 22 juillet 1813 à Lorient et décédé le 9 septembre 1892 à Cherbourg, est un amiral français.

## Biographie
Alexandre Marie du Crest de Villeneuve est le fls de l'amiral Alexandre Louis du Crest de Villeneuve (1777-1852) et d'Adélaïde Thévenard.

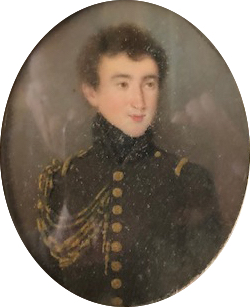
Alexandre Marie Louis du Crest de Villeneuve, âgé de seize ans.

Il fait ses études au lycée Dupuy-de-Lôme de Lorient et entre dans la Marine royale à 16 ans, en 1829. Il est aspirant la même année, enseigne de vaisseau en 1834, lieutenant de vaisseau en 1840. 
En janvier 1841, il fait le blocus de Buenos Aires sur la corvette La Boussole. Capitaine de frégate en 1852, il commande en second en 1857 le 1er dépôt des équipages de la Flotte à Cherbourg. Il est capitaine de vaisseau en 1858 et nommé en 1860 commandant supérieur des bâtiments à vapeur à Cherbourg puis, en 1868 Major de l'état-major du port de Cherbourg. 
Le 12 décembre 1870, il est nommé général de division à titre auxiliaire, participe à la défense de Cherbourg et est commandant supérieur du camp d'instruction de Cherbourg jusqu'en mars 1871. Il est promu contre-amiral en 1871 et nommé Major Général de la Marine à Cherbourg (1er arrondissement maritime) puis préfet maritime de Cherbourg (1875-1877). Il est versé à la réserve de la Marine le 13 août 1879, et commande cette même année le transport La Loire avec comme second de quart, l'enseigne de vaisseau Victor Maurice Fontaine (1857-1933)
Il est inhumé au Cimetière des Aiguillons à Cherbourg.

## Famille et descendance
Il épouse le 28 décembre 1851 à Saint-Lô, Amanda Le François (1829-1883), fille de Nestor Le François (né en 1796), conseiller de la préfecture de la Manche, et de Joséphine Elisabeth Gaugain (1807-1884). Ils ont trois enfants :
1. Marie-Elisabeth Louise du Crest de Villeneuve (1851-1930), épouse de Charles du Crest (1849-1928), colonel d'infanterie, officier de la Légion d'honneur.
2. Henri du Crest de Villeneuve (1856-1932), capitaine de vaisseau et chef d'état-major du 1er arrondissement maritime[8], époux de Octavie Thérèse Caroline Sallandrouze de Lamornaix, petite-fille de Charles Sallandrouze de Lamornaix, député de la Creuse, et nièce de l'amiral Sallandrouze de Lamornaix
  1. Pierre du Crest de Villeneuve (1891-1965), général de brigade, marié à Françoise Exelmans (fille de l'amiral Exelmans)
3. Jeanne du Crest de Villeneuve (1865-1890), épouse de Gaston Gustave du Boscq de Beaumont, capitaine d'infanterie, officier de la Légion d'honneur.

## Décorations
- Commandeur de la Légion d'honneur[9]

## Iconographie
- Un Portrait de l'amiral du Crest de Villeneuve a été présenté par le peintre Guillaume Fouace au Salon de 1872[10].

## Sources
- Hubert Granier, Histoire des marins français: 1815-1870, la marche vers la République, 2002
- École Navale, promotion 1829